# Giles Alexander Smith
Giles Alexander Smith (Contea di Jefferson, 29 settembre 1829 – Bloomington, 8 novembre 1876) è stato un generale statunitense.
In particolare fu un generale dell'esercito dell'Unione durante la Guerra civile americana.

## Biografia
Allo scoppio della Guerra civile si aggregò all'VIII Fanteria dei volontari del Missouri con il grado di capitano. Prese parte alla conquista di Fort Donelson, alla battaglia di Shiloh e all'assedio di Corinth. Verso la fine del 1862 fu nominato colonnello e, a capo del suo reggimento, prese parte alla battaglia di Chickasaw Bayou. Al termine della Campagna di Vicksburg fu promosso al grado di generale di brigata dei volontari. Fu ferito nella terza battaglia di Chattanooga. Prese parte alla Campagna di Atlanta, alla marcia verso il mare di Sherman e alla Campagna delle Carolina, raggiungendo il grado di maggior generale dei volontari.
Al termine della guerra declinò l'offerta di rimanere nell'esercito regolare e, in seguito, si diede alla politica nello Stato dell'Illinois, ritirandosi dalla vita pubblica nel 1872.